# Fußball-Weltmeisterschaft 1978/Gruppe 3
| Pl. | Land       | Sp. | S | U | N | Tore    | Diff. | Punkte |
| --- | ---------- | --- | - | - | - | ------- | ----- | ------ |
| 1.  | Österreich | 3   | 2 | 0 | 1 | 003:200 | +1    | 04:20  |
| 2.  | Brasilien  | 3   | 1 | 2 | 0 | 002:100 | +1    | 04:20  |
| 3.  | Spanien    | 3   | 1 | 1 | 1 | 002:200 | ±0    | 03:30  |
| 4.  | Schweden   | 3   | 0 | 1 | 2 | 001:300 | −2    | 01:50  |

Gruppe 3 der Fußball-Weltmeisterschaft 1978:

## Schweden – Brasilien 1:1 (1:1)
| Schweden                                                                  | Schweden | Brasilien | Brasilien |
| ------------------------------------------------------------------------- | --- | --- | --------- |
| Schweden                                                                  | \| 1. Gruppenspiel \| \| Samstag, 3. Juni 1978 um 13:45 Uhr in Mar del Plata (Estadio Mundialista) \| \| Zuschauer: 32.569 \| \| Schiedsrichter: Clive Thomas ( Wales) \| \| Spielbericht \|                                  | \| 1. Gruppenspiel \| \| Samstag, 3. Juni 1978 um 13:45 Uhr in Mar del Plata (Estadio Mundialista) \| \| Zuschauer: 32.569 \| \| Schiedsrichter: Clive Thomas ( Wales) \| \| Spielbericht \| | Brasilien |
| Schweden                                                                  | Ronnie Hellström – Björn Nordqvist – Hans Borg, Roy Andersson, Ingemar Erlandsson – Lennart Larsson, Staffan Tapper, Anders Linderoth, Bo Larsson (79. Ralf Edström) – Thomas Sjöberg, Benny Wendt Cheftrainer: Georg Ericson | Émerson Leão – Oscar – Toninho, Amaral, Edinho – Toninho Cerezo (80. Dirceu), Zico, Roberto Rivelino , Batista – Gil (68. Nelinho), Reinaldo Cheftrainer: Cláudio Coutinho                   | Brasilien |
| Schweden                                                                  | 1:0 Sjöberg (37.) | 1:1 Reinaldo (45.) | Brasilien |
| Schweden                                                                  | Oscar | | Brasilien |
| 1. Gruppenspiel                                                           | | |           |
| Samstag, 3. Juni 1978 um 13:45 Uhr in Mar del Plata (Estadio Mundialista) | | |           |
| Zuschauer: 32.569                                                         | | |           |
| Schiedsrichter: Clive Thomas ( Wales)                                     | | |           |
| Spielbericht                                                              | | |           |

## Österreich – Spanien 2:1 (1:1)
| Österreich                                                                   | Österreich | Spanien | Spanien |
| ---------------------------------------------------------------------------- | --- | --- | ------- |
| Österreich                                                                   | \| 1. Gruppenspiel \| \| Samstag, 3. Juni 1978 um 13:45 Uhr in Buenos Aires (Estadio José Amalfitani) \| \| Zuschauer: 40.841 \| \| Schiedsrichter: Károly Palotai ( Ungarn) \| \| Spielbericht \|                                                                    | \| 1. Gruppenspiel \| \| Samstag, 3. Juni 1978 um 13:45 Uhr in Buenos Aires (Estadio José Amalfitani) \| \| Zuschauer: 40.841 \| \| Schiedsrichter: Károly Palotai ( Ungarn) \| \| Spielbericht \|               | Spanien |
| Österreich                                                                   | Friedrich Koncilia – Erich Obermayer – Robert Sara , Bruno Pezzey, Gerhard Breitenberger – Herbert Prohaska, Josef Hickersberger (67. Heribert Weber), Wilhelm Kreuz, Kurt Jara – Walter Schachner (80. Johann Pirkner), Hans Krankl Cheftrainer: Helmut Senekowitsch | Miguel Ángel – Pirri – Marcelino, Miguel, Antonio de la Cruz – Isidoro San José, Juan Manuel Asensi, Julio Cardeñosa (46. Eugenio Leal) – Dani, Rubén Cano, Carles Rexach (60. Quini) Cheftrainer: László Kubala | Spanien |
| Österreich                                                                   | 1:0 Schachner (9.) 2:1 Krankl (76.) | 1:1 Dani (21.) | Spanien |
| 1. Gruppenspiel                                                              | | |         |
| Samstag, 3. Juni 1978 um 13:45 Uhr in Buenos Aires (Estadio José Amalfitani) | | |         |
| Zuschauer: 40.841                                                            | | |         |
| Schiedsrichter: Károly Palotai ( Ungarn)                                     | | |         |
| Spielbericht                                                                 | | |         |

## Österreich – Schweden 1:0 (1:0)
| Österreich                                                                    | Österreich | Schweden | Schweden |
| ----------------------------------------------------------------------------- | --- | --- | -------- |
| Österreich                                                                    | \| 2. Gruppenspiel \| \| Mittwoch, 7. Juni 1978 um 13:45 Uhr in Buenos Aires (Estadio José Amalfitani) \| \| Zuschauer: 41.424 \| \| Schiedsrichter: Charles Corver ( Niederlande) \| \| Spielbericht \|                                       | \| 2. Gruppenspiel \| \| Mittwoch, 7. Juni 1978 um 13:45 Uhr in Buenos Aires (Estadio José Amalfitani) \| \| Zuschauer: 41.424 \| \| Schiedsrichter: Charles Corver ( Niederlande) \| \| Spielbericht \|                                              | Schweden |
| Österreich                                                                    | Friedrich Koncilia – Erich Obermayer – Robert Sara , Bruno Pezzey, Gerhard Breitenberger – Herbert Prohaska, Josef Hickersberger, Eduard Krieger (71. Heribert Weber), Kurt Jara – Wilhelm Kreuz, Hans Krankl Cheftrainer: Helmut Senekowitsch | Ronnie Hellström – Björn Nordqvist – Hans Borg, Roy Andersson, Ingemar Erlandsson – Lennart Larsson, Staffan Tapper (36. Conny Torstensson), Anders Linderoth (60. Ralf Edström), Bo Larsson – Thomas Sjöberg, Benny Wendt Cheftrainer: Georg Ericson | Schweden |
| Österreich                                                                    | 1:0 Krankl (42., Foulelfmeter) | | Schweden |
| 2. Gruppenspiel                                                               | | |          |
| Mittwoch, 7. Juni 1978 um 13:45 Uhr in Buenos Aires (Estadio José Amalfitani) | | |          |
| Zuschauer: 41.424                                                             | | |          |
| Schiedsrichter: Charles Corver ( Niederlande)                                 | | |          |
| Spielbericht                                                                  | | |          |

## Brasilien – Spanien 0:0
| Brasilien                                                                  | Brasilien | Spanien | Spanien |
| -------------------------------------------------------------------------- | --- | --- | ------- |
| Brasilien                                                                  | \| 2. Gruppenspiel \| \| Mittwoch, 7. Juni 1978 um 13:45 Uhr in Mar del Plata (Estadio Mundialista) \| \| Zuschauer: 34.771 \| \| Schiedsrichter: Sergio Gonella ( Italien) \| \| Spielbericht \| | \| 2. Gruppenspiel \| \| Mittwoch, 7. Juni 1978 um 13:45 Uhr in Mar del Plata (Estadio Mundialista) \| \| Zuschauer: 34.771 \| \| Schiedsrichter: Sergio Gonella ( Italien) \| \| Spielbericht \|                                         | Spanien |
| Brasilien                                                                  | Émerson Leão – Oscar – Nelinho (69. Gil), Amaral, Edinho – Toninho Cerezo, Dirceu, Zico (83. Jorge Pinto Mendonça), Batista – Toninho, Reinaldo Cheftrainer: Cláudio Coutinho                     | Miguel Ángel – Antonio Olmo – Marcelino, Miguel (51. Antonio Biosca), Francisco Álvarez Uría (82. Antonio Guzmán) – Isidoro San José, Eugenio Leal, Juan Manuel Asensi , Julio Cardeñosa – Juanito, Santillana Cheftrainer: László Kubala | Spanien |
| Brasilien                                                                  | Leal | | Spanien |
| 2. Gruppenspiel                                                            | | |         |
| Mittwoch, 7. Juni 1978 um 13:45 Uhr in Mar del Plata (Estadio Mundialista) | | |         |
| Zuschauer: 34.771                                                          | | |         |
| Schiedsrichter: Sergio Gonella ( Italien)                                  | | |         |
| Spielbericht                                                               | | |         |

## Brasilien – Österreich 1:0 (1:0)
| Brasilien                                                                  | Brasilien | Österreich | Österreich |
| -------------------------------------------------------------------------- | --- | --- | ---------- |
| Brasilien                                                                  | \| 3. Gruppenspiel \| \| Sonntag, 11. Juni 1978 um 13:45 Uhr in Mar del Plata (Estadio Mundialista) \| \| Zuschauer: 35.221 \| \| Schiedsrichter: Robert Wurtz ( Frankreich) \| \| Spielbericht \| | \| 3. Gruppenspiel \| \| Sonntag, 11. Juni 1978 um 13:45 Uhr in Mar del Plata (Estadio Mundialista) \| \| Zuschauer: 35.221 \| \| Schiedsrichter: Robert Wurtz ( Frankreich) \| \| Spielbericht \|                                                                   | Österreich |
| Brasilien                                                                  | Émerson Leão – Oscar – Toninho, Amaral, José Rodrigues Neto – Toninho Cerezo (71. Chicão), Dirceu, Jorge Pinto Mendonça (84. Zico), Batista – Gil, Roberto Dinamite Cheftrainer: Cláudio Coutinho  | Friedrich Koncilia – Erich Obermayer – Robert Sara , Bruno Pezzey, Gerhard Breitenberger – Herbert Prohaska, Josef Hickersberger (61. Heribert Weber), Eduard Krieger (84. Günther Happich), Kurt Jara – Wilhelm Kreuz, Hans Krankl Cheftrainer: Helmut Senekowitsch | Österreich |
| Brasilien                                                                  | 1:0 Roberto Dinamite (40.) | | Österreich |
| 3. Gruppenspiel                                                            | | |            |
| Sonntag, 11. Juni 1978 um 13:45 Uhr in Mar del Plata (Estadio Mundialista) | | |            |
| Zuschauer: 35.221                                                          | | |            |
| Schiedsrichter: Robert Wurtz ( Frankreich)                                 | | |            |
| Spielbericht                                                               | | |            |

## Spanien – Schweden 1:0 (0:0)
| Spanien                                                                       | Spanien | Schweden | Schweden |
| ----------------------------------------------------------------------------- | --- | --- | -------- |
| Spanien                                                                       | \| 3. Gruppenspiel \| \| Sonntag, 11. Juni 1978 um 13:45 Uhr in Buenos Aires (Estadio José Amalfitani) \| \| Zuschauer: 42.132 \| \| Schiedsrichter: Ferdinand Biwersi ( BR Deutschland) \| \| Spielbericht \|      | \| 3. Gruppenspiel \| \| Sonntag, 11. Juni 1978 um 13:45 Uhr in Buenos Aires (Estadio José Amalfitani) \| \| Zuschauer: 42.132 \| \| Schiedsrichter: Ferdinand Biwersi ( BR Deutschland) \| \| Spielbericht \|                                    | Schweden |
| Spanien                                                                       | Miguel Ángel – Antonio Olmo (46. Pirri) – Marcelino, Antonio Biosca, Francisco Álvarez Uría – Isidoro San José, Eugenio Leal, Juan Manuel Asensi , Julio Cardeñosa – Juanito, Santillana Cheftrainer: László Kubala | Ronnie Hellström – Björn Nordqvist – Hans Borg, Roy Andersson, Ingemar Erlandsson – Lennart Larsson, Olle Nordin, Bo Larsson – Torbjörn Nilsson, Thomas Sjöberg (66. Anders Linderoth), Ralf Edström (59. Benny Wendt) Cheftrainer: Georg Ericson | Schweden |
| Spanien                                                                       | 1:0 Asensi (75.) | | Schweden |
| Spanien                                                                       | Borg (37.) | | Schweden |
| 3. Gruppenspiel                                                               | | |          |
| Sonntag, 11. Juni 1978 um 13:45 Uhr in Buenos Aires (Estadio José Amalfitani) | | |          |
| Zuschauer: 42.132                                                             | | |          |
| Schiedsrichter: Ferdinand Biwersi ( BR Deutschland)                           | | |          |
| Spielbericht                                                                  | | |          |